# エニス・ジェマイリ
エニス・ジェマイリ（アルバニア語: Enis Xhemaili）は、コソボの外交官。2017年から2021年にかけて駐日大使館一等書記官、うち2020年8月以降は臨時代理大使を兼任。

## 経歴
- 2007年: 欧州安全保障協力機構（OSCE）プロジェクトアシスタント[1]
- 2008年: 在コソボ英国大使館プロジェクトアシスタント[1]
- 2017年～2020年8月: 駐日コソボ大使館一等書記官兼次席[1]
- 2020年8月30日～2021年2月: 駐日コソボ大使館一等書記官兼臨時代理大使[1][2]

## 出演

### 講演
- 「第115回 勝兵塾月例会」於・アパグループ東京本社（2021年1月21日） - アパ日本再興財団主催[3][4]

### イベント
- 「オンラインでコソボに行こう!」於・オンライン（2021年2月6日） - 港区国際交流協会（MIA）主催、駐日コソボ大使館・日本コソボ協会共催[5]

### その他
- NHK「世界を応援しよう！ Let's Cheer for the World! コソボ編」[6] - 2020年東京オリンピックのコソボ代表への応援見本動画[7]